# Jinny Sims
Pour les articles homonymes, voir Sims.

Jinny Jogindera Sims, née le 7 juin 1952 en Inde, est une femme politique canadienne en Colombie-Britannique.
Elle est élue à la Chambre des communes du Canada lors de l'élection fédérale du 2 mai 2011. Elle représente la circonscription électorale de Newton—Delta-Nord en tant que membre du NPD. Lors des élections générales de 2015, elle est défaite par Sukh Dhaliwal du Parti libéral du Canada dans la nouvelle circonscription de Surrey—Newton.
Lors des élections britanno-colombiennes de 2017, elle est élue à l'Assemblée législative de la Colombie-Britannique dans la circonscription de Surrey-Panorama. Elle est réélue lors des élections anticipées de 2020, mais défaite en 2024.